# الخلالطة أولاد بن علي (لهللات)
الخلالطة أولاد بن علي هو دُوَّار يقع بجماعة السعيدات، إقليم شيشاوة، جهة مراكش آسفي في المملكة المغربية. ينتمي الدوّار لمشيخة لهللات التي تضم 12 دوار. يقدر عدد سكانه بـ 64 نسمة حسب الإحصاء الرسمي للسكان والسكنى لسنة 2004.

## روابط خارجية
- البوابة الوطنية للجماعات الترابية
- المندوبية السامية للتخطيط